# Nigerianische Fußballnationalmannschaft der Frauen
Die nigerianische Fußballnationalmannschaft der Frauen (Spitzname „Super Falcons“) repräsentiert Nigeria im internationalen Frauenfußball. Die Mannschaft untersteht dem nigerianischen Fußballverband. Die nigerianische Auswahl war jahrelang die dominierende Nationalmannschaft des afrikanischen Kontinents, konnte in den letzten Jahren aber nicht immer die vorherige Dominanz zeigen. Bisher konnte die nigerianische Mannschaft elf von dreizehn Afrikameisterschaften gewinnen und kam dabei immer ins Halbfinale. 2012 wurde mit dem vierten Platz das bisher schlechteste Ergebnis erzielt. Bei den Weltmeisterschaften und Olympischen Spielen konnte man nur je einmal das Viertelfinale erreichen. Rekordnationalspielerin Maureen Mmadu war die erste afrikanische Spielerin mit mindestens 100 Länderspielen. Die Spitznamen der Juniorinnenmannschaften sind „Olympic Falcons“ (U-23), „Falconets“ (U-20) und „Flamingoes“ (U-17).

## Turnierbilanz

### Weltmeisterschaften
Nigeria nahm als einzige afrikanische Mannschaft an allen WM-Endrunden teil, konnte aber nur 1999, 2019 und 2023 die Vorrunde überstehen und als Gruppenzweiter bzw. -dritter ins Viertel- bzw. Achtelfinale einziehen, aber noch kein K.-o.-Spiel gewinnen. 1999 unterlag man erst in der Verlängerung mit 3:4 gegen Brasilien. Nigeria ist das einzige Land, das zweimal in vier aufeinander folgenden Spielen kein Tor erzielen konnte. Erst im letzten Gruppenspiel der WM 2011 konnte Nigeria wieder ein Spiel gewinnen und auch die zweite Null-Tore-Serie beenden. Nigeria ist das einzige Land, das bei allen neun Teilnahmen mit einem anderen Trainer bzw. Trainerin antrat. Die höchste Niederlage in einem Pflichtspiel kassierte Nigeria bei der WM 1995 gegen den späteren Weltmeister Norwegen. Onome Ebi kam als erste Afrikanerin bei sechs WM-Turnieren zum Einsatz.
| Jahr | Ergebnis      | Trainer/in            | Meiste Spiele                 | Meiste Tore                                         |
| ---- | ------------- | --------------------- | ----------------------------- | --------------------------------------------------- |
| 1991 | Vorrunde      | Jo Bonfrere (NED)     | 09 Spielerinnen mit 3 Spielen | keine                                               |
| 1995 | Vorrunde      | Paul Hamilton (ENG)   | 09 Spielerinnen mit 3 Spielen | Rita Nwadike und Adaku Okoroafor (je 2)             |
| 1999 | Viertelfinale | Mabo Ismaila          | 11 Spielerinnen mit 4 Spielen | Nkiri Okosieme (3)                                  |
| 2003 | Vorrunde      | Samuel Okpodu         | 09 Spielerinnen mit 3 Spielen | keine                                               |
| 2007 | Vorrunde      | Ntiero Effiom         | 11 Spielerinnen mit 3 Spielen | Cynthia Uwak (1)                                    |
| 2011 | Vorrunde      | Ngozi Uche            | 11 Spielerinnen mit 3 Spielen | Perpetua Nkwocha (1)                                |
| 2015 | Vorrunde      | Edwin Okon            | 10 Spielerinnen mit 3 Spielen | 3 Spielerinnen mit 1 Tor                            |
| 2019 | Achtelfinale  | Thomas Dennerby (SWE) | 8 Spielerinnen mit 4 Spielen  | Asisat Oshoala (1)                                  |
| 2023 | Achtelfinale  | Randy Waldrum (USA)   | 10 Spielerinnen mit 4 Spielen | Uchenna Kanu, Osinachi Ohale, Asisat Oshoala (je 1) |
| Alle |               |                       | Onome Ebi (16)                | Rita Nwadike und Nkiri Okosieme (je 3)              |

### Afrikameisterschaften
| - 1991 (inoff.): Sieger - 1995 (inoff.): Sieger - 1998: Sieger - 2000: Sieger - 2002: Sieger | - 2004: Sieger - 2006: Sieger - 2008: Dritter - 2010: Sieger - 2012: Vierter | - 2014: Sieger - 2016: Sieger - 2018: Sieger - 2022: Vierter |

### Olympische Spiele
Nigeria nahm bisher dreimal am Fußballturnier der Frauen bei den Olympischen Spielen teil. Nur 1996 konnte man sich nicht qualifizieren, da automatisch die sieben besten Mannschaften der WM 1995 und Brasilien für England eingeladen wurden. In der Qualifikation für 2012 traf Nigeria in der letzten Qualifikationsrunde auf Kamerun, das nach der Disqualifikation von Äquatorialguinea antrat. Nach einem 2:1-Sieg im Hinspiel wurde das Rückspiel mit 1:2 verloren und im anschließenden Elfmeterschießen konnte sich Kamerun durchsetzen. Trainerin Ngozi Uche wurde anschließend entlassen.
| - 1996: nicht qualifiziert - 2000: Vorrunde - 2004: Viertelfinale - 2008: Vorrunde | - 2012: nicht qualifiziert - 2016: nicht qualifiziert - 2020: nicht qualifiziert |

### Afrikaspiele
- 2003: nicht teilgenommen, die U-23-Mannschaft gewann das Turnier[7]
- 2007: Sieger
- 2011: nicht qualifiziert
- 2015: Vierter

## Kader
Siehe: Fußball-Weltmeisterschaft der Frauen 2023/Nigeria

## Spiele gegen Nationalmannschaften deutschsprachiger Länder
Alle Ergebnisse aus nigerianischer Sicht.

### Deutschland
| Datum             | Ort        | Ergebnis | Anlass               | Besonderheiten                                                                           |
| ----------------- | ---------- | -------- | -------------------- | ---------------------------------------------------------------------------------------- |
| 17. November 1991 | Jiangmen   | 0:4      | WM-Gruppenphase      | Erstes Spiel auf neutralem Platz. Für beide das erste Spiel auf einem anderen Kontinent. |
| 6. August 2003    | Trier      | 0:3      |                      |                                                                                          |
| 24. Juli 2004     | Offenbach  | 1:3      |                      |                                                                                          |
| 20. August 2004   | Patras     | 1:2      | Olympiaviertelfinale |                                                                                          |
| 9. August 2008    | Shenyang   | 0:1      | Olympiavorrunde      |                                                                                          |
| 25. November 2010 | Leverkusen | 0:8      |                      | Eine der beiden höchsten Niederlagen in einem Freundschaftsspiel                         |
| 30. Juni 2011     | Frankfurt  | 0:1      | WM-Gruppenphase      |                                                                                          |
| 22. Juni 2019     | Grenoble   | 0:3      | WM-Achtelfinale      |                                                                                          |

### Schweiz
Bisher gab es noch keine Spiele gegen die Schweizer Auswahl.

### Österreich
| Datum            | Ort     | Ergebnis | Anlass                        |
| ---------------- | ------- | -------- | ----------------------------- |
| 8. Juni 2011     | Leogang | 1:1      | Testspiel zur WM-Vorbereitung |
| 27. Februar 2019 | Larnaka | 1:4      | Zypern-Cup 2019               |